# Grammy Award for Best Gospel Performance/Song
Der Grammy Award for Best Gospel Performance/Song, auf Deutsch „Grammy-Auszeichnung für die beste Gospel-Darbietung / das beste zeitgenössische Gospel-Lied“, ist ein Musikpreis, der seit 2015 von der amerikanischen Recording Academy verliehen wird. Der Preis aus dem Bereich Gospelmusik geht an den Songwriter und den Interpreten.

## Geschichte und Hintergrund
Die seit 1959 verliehenen Grammy Awards werden jährlich in zahlreichen Kategorien von der Recording Academy in den Vereinigten Staaten vergeben, um künstlerische Leistung, technische Kompetenz und hervorragende Gesamtleistung ohne Rücksicht auf die Album-Verkäufe oder Chart-Position zu würdigen.
Eine dieser Kategorien ist der Grammy Award for Best Gospel Performance/Song. Die Auszeichnung wurde erstmals bei dem Grammy Awards 2015 an die Songwriter Aaron W. Lindsey und Smokie Norful und den Interpreten Smokie Norful für das Lied No Greater Love vergeben.
Neben der ebenfalls neu gebildeten Kategorie Grammy Award for Best Contemporary Christian Music Performance/Song ist dies die einzige Grammy-Kategorie, die sowohl Interpreten als auch Songwriter in einer Kategorie auszeichnet.

## Gewinner und Nominierte
| Jahr                 | Interpret                                                                                          | Nationalität       | Titel                  | Songwriter                                                                                    | Nominierte Songwriter(s) mentioned first, followed by title and performing artist(s) | Bild des/der Gewinner(s) |
| -------------------- | -------------------------------------------------------------------------------------------------- | ------------------ | ---------------------- | --------------------------------------------------------------------------------------------- | --- | ------------------------ |
| 2015                 | Smokie Norful                                                                                      | Vereinigte Staaten | No Greater Love        | Aaron W. Lindsey und Smokie Norful                                                            | - Erica Campbell, Warryn Campbell, Hasben Jones, Harold Lilly, Lecrae Moore und Aaron Sledge für Help, interpretiert von Erica Campbell featuring Lecrae - Rudy Currence und Donald Lawrence für Sunday AM, interpretiert von Karen Clark Sheard - Kortney J. Pollard für I Believe, interpretiert von Mali Music - Kirk Franklin für Love on the Radio, interpretiert von The Walls Group |                          |
| 2016                 | Kirk Franklin                                                                                      | Vereinigte Staaten | Wanna Be Happy?        | Kirk Franklin                                                                                 | - Anthony Brown für Worth (Live), interpretiert von Anthony Brown and Group Therapy - Travis Greene for Intentional, interpretiert von Travis Greene - Neville Diedericks, Israel Houghton und Meleasa Houghton für How Awesome Is Our God (Live), interpretiert von Israel & New Breed - Aaron Lindsey und Brian Courtney Wilson für Worth Fighting For (Live), interpretiert von Brian Courtney Wilson | Kirk Franklin (2017)     |
| 2017                 | Tamela Mann                                                                                        | Vereinigte Staaten | God Provides           | Kirk Franklin                                                                                 | - Stanley Brown und Courtney Rumble für It's Alright, It's OK, interpretiert von Shirley Caesar featuring Anthony Hamilton - Allundria Carr für You're Bigger (Live), interpretiert von Jekalyn Carr - Travis Greene für Made a Way (Live), interpretiert von Travis Greene - Jason Clayborn, Gabriel Hatcher und Hezekiah Walker für Better, interpretiert von Hezekiah Walker | Tamela Mann (2018)       |
| 2018                 | CeCe Winans                                                                                        | Vereinigte Staaten | Never Have to Be Alone | Dwan Hill und Alvin Love                                                                      | - Tina Campbell und Warryn Campbell für Too Hard Not To, interpretiert von Tina Campbell - David Bloom, JJ Hairston, Phontane Demond Reed und Cortez Vaughn für You Deserve It, interpretiert von JJ Hairston & Youthful Praise featuring Bishop Cortez Vaughn - Le’Andria für Better Days, interpretiert von Le’Andria - Warryn Campbell, Eric Dawkins, Damien Farmer, Damon Thomas, Ahjah Walls und Darrel Walls für My Life, interpretiert von The Walls Group | CeCe Winans (2018)       |
| 2019                 | Tori Kelly featuring Kirk Franklin                                                                 | Vereinigte Staaten | Never Alone            | Kirk Franklin und Victoria Kelly                                                              | - Jekalyn Carr und Allen Carr für You Will Win, interpretiert von Jekalyn Carr - Won’t He Do It, interpretiert von Koryn Hawthorne - Jonathan McReynolds für Cycles, interpretiert von Jonathan McReynolds featuring Doe - Aaron W. Lindsey, Alvin Richardson & Brian Courtney Wilson für A Great Work, interpretiert von Brian Courteney Wilson | Tori Kelly (2016)        |
| 2020 26. Januar 2020 | Kirk Franklin                                                                                      | Vereinigte Staaten | Love Theory            | Kirk Franklin                                                                                 | - Bryan Fowler, Gloria Gaynor und Chris Stevens für Talkin’ ’Bout Jesus, interpretiert von Gloria Gaynor featuring Yolanda Adams - See the Light, interpretiert von Travis Greene featuring Jekalyn Carr - Speak the Name, interpretiert von Koryn Hawthorne featuring Natalie Grant - Tony Brown, Brandon Lake, Tasha Cobbs Leonard und Nate Moore für This Is a Move (live), interpretiert von Tasha Cobbs Leonard | Kirk Franklin (2017)     |
| 2021 14. März 2021   | Jonathan McReynolds & Mali Music                                                                   | Vereinigte Staaten | Movin’ On              | Darryl L. Howell, Jonathan Caleb McReynolds, Kortney Jamaal Pollard, Terrell Demetrius Wilson | - Wonderful Is Your Name, interpretiert von Melvin Crispell III - David Frazier für Release (live), interpretiert von Ricky Dillard featuring Tiff Joy - LaShawn Daniels, Rodney „Darkchild“ Jerkins, Lecrae Moore und Jazz Nixon für Come Together, interpretiert von The Good News - Travis Greene für Won’t Let Go, interpretiert von Travis Greene |                          |
| 2022 3. April 2022   | CeCe Winans                                                                                        | Vereinigte Staaten | Never Lost             | CeCe Winans                                                                                   | - Dante Bowe, Tywan Mack, Jeff Schneeweis und Mitch Wong für Voice of God, interpretiert von Dante Bowe featuring Steffany Gretzinger & Chandler Moore - Dante Bowe und Ben Schofield für Joyful, interpretiert von Dante Bowe - Anthony Brown und Darryl Woodson für Help, interpretiert von Anthony Brown & Group Therapy - Dante Bowe, Brandon Lake, Chandler Moore, Chris Brown, Tiffany Hudson und Steven Furtick für Wait on You, interpretiert von Elevation Worship & Maverick City Music                                                                                                 |                          |
| 2023 5. Februar 2023 | Maverick City Music & Kirk Franklin                                                                | Vereinigte Staaten | Kingdom                | Kirk Franklin, Jonathan Jay, Chandler Moore und Jacob Poole                                   | - Erica Campbell, Warryn Campbell und Juan Winans für Positive, interpretiert von Erica Campbell - Dominique Jones und Dewitt Jones für When I Pray, interpretiert von Doe - PJ Morton für The Better Benediction, interpretiert von PJ Morton feat. Zacardi Cortez, Gene Moore, Samoht, Tim Rogers & Darrel Walls - Brandon Jones, Christopher Michael Stevens, Thaddaeus Tribbett und Tye Tribbett für Get Up, interpretiert von Tye Tribbett | Kirk Franklin (2017)     |
| 2024 4. Februar 2024 | Kirk Franklin                                                                                      | Vereinigte Staaten | All Things             | Kirk Franklin                                                                                 | - Stanley Brown, Karen V Clark Sheard, Kaylah Jiavanni Harvey, Rodney Jerkins, Elyse Victoria Johnson, J Drew Sheard II, Kierra Valencia Sheard, Hezekiah Walker für God Is Good, interpretiert von Stanley Brown featuring Hezekiah Walker, Kierra Sheard & Karen Clark Sheard - Erica Campbell, Warryn Campbell, William Weatherspoon, Juan Winans, Marvin L. Winans für Feel Alright (Blessed), interpretiert von Erica Campbell - Marcus Calyen, Zacardi Cortez, Kerry Douglas für Lord Do It for Me (live), interpretiert von Zacardi Cortez - God Is, interpretiert von Melvin Crispell III | Kirk Franklin (2017)     |
| 2025 2. Februar 2025 | Tasha Cobbs Leonard, Erica Campbell & Israel Houghton featuring Jonathan McReynolds & Jekalyn Carr | Vereinigte Staaten | One Hallelujah         | G. Morris Coleman, Israel Houghton, Kenneth Leonard Jr., Tasha Cobbs Leonard, Naomi Raine     | - Church Doors von Yolanda Adams (Autoren: Sir William James Baptist, Donald Lawrence) - Yesterday von Melvin Crispell III - Hold On (live) von Ricky Dillard - Holy Hands von Doe (Autoren: Jesse Paul Barrera, Jeffrey Castro Bernat, Dominique Jones, Timothy Ferguson, Kelby Shavon Johnson Jr., Jonathan McReynolds, Rickey Slikk Muzik Offord, Juan Winans) |                          |